# Міст Джеймса Джойса
Міст Джеймса Джойса (ірл. Droichead James Joyce, англ. James Joyce Bridge) — арковий сталевий міст, який з’єднує північний і південний береги річки Ліффі у Дубліні. Розташований дещо на захід від центральної частини ірландської столиці. Названий на честь ірландського письменника та поета Джеймса Джойса. Спроектований іспанським архітектором Сантьяго Калатравой. Це перший міст цього архітектора у Дубліні. Другий міст — Семюеля Беккета — розташований нижче за течією Ліффі.
Довжина мосту — 41 м, ширина — 33 м. Через міст проходить чотирьохсмугова автомобільна дорога, дві пішохідні доріжки з окремими зонами для лавок.
В одному з оповідань Джеймса Джойса, «Мертві», дії відбуваються в будинку (адреса 15 Usher's Island), який  знаходиться навпроти мосту (південна сторона).
Міст було відкрито 16 липня 2003 року у так званий День Блуму. Вночі міст ефектно підсвічується.

## Галерея

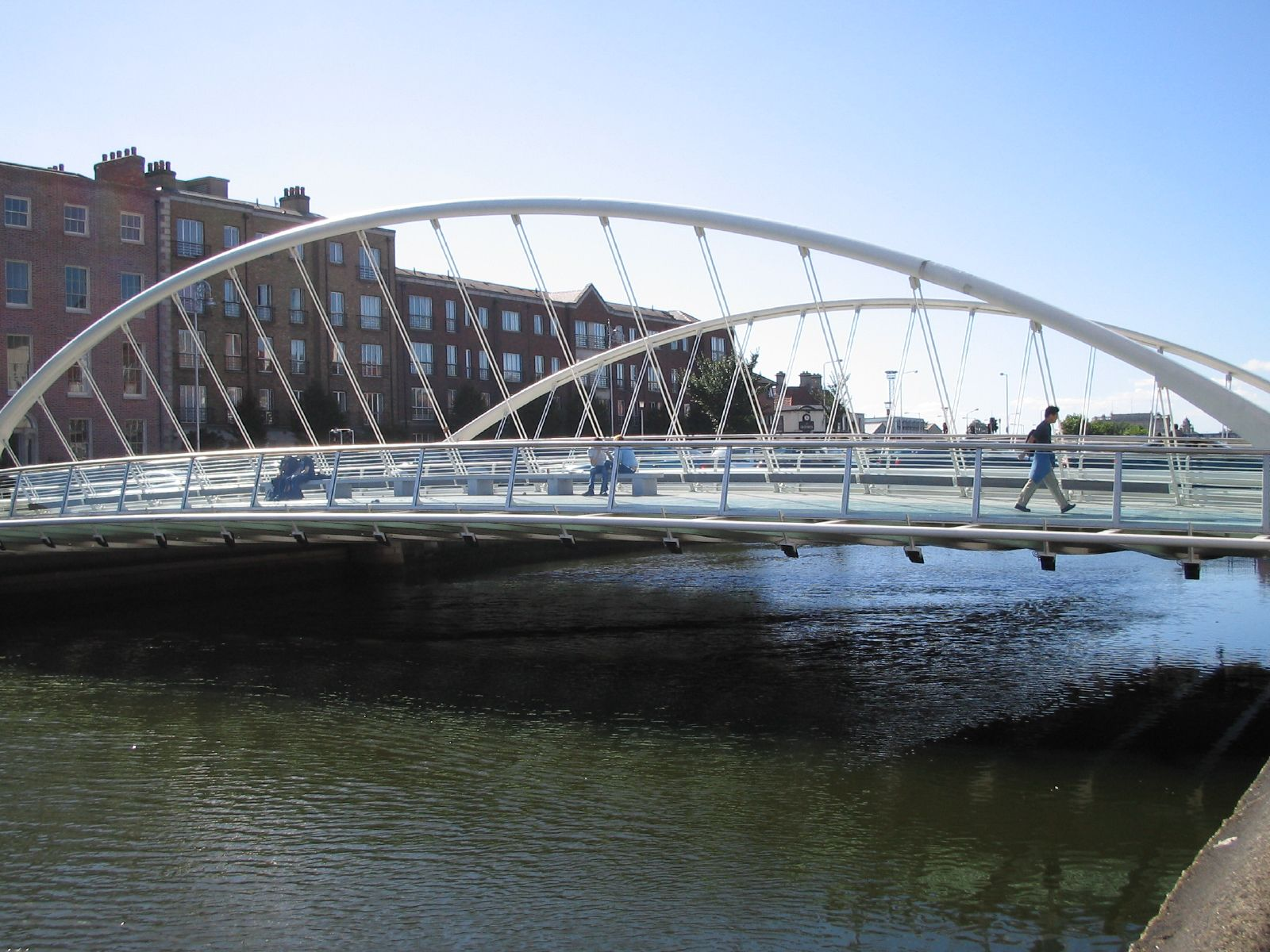
Арки мосту та пішохідна зона (серпень 2004)
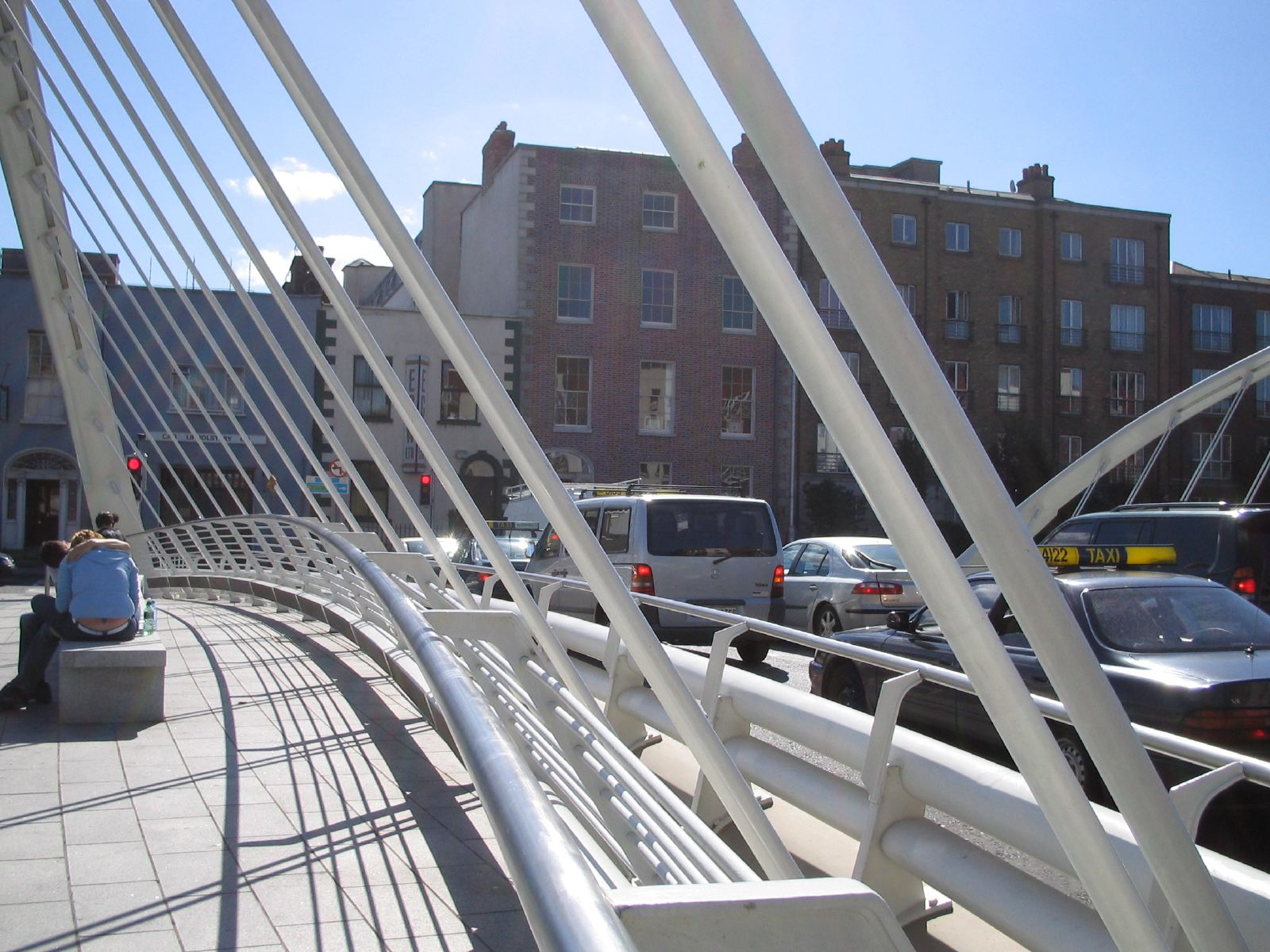
Відмежована від проїжджої частини пішохідна зона з лавками (серпень 2004)
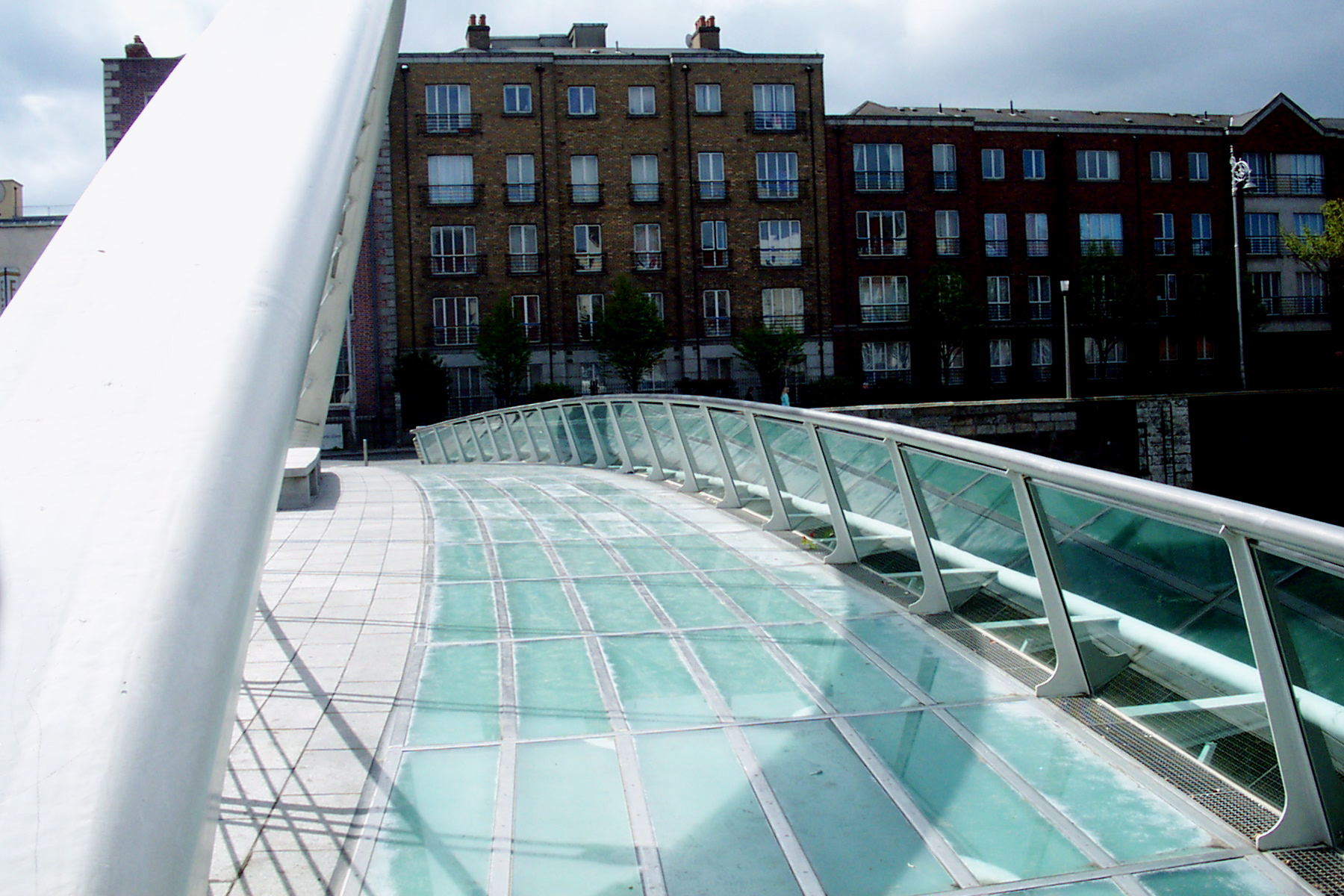
Скляні і металеві елементи (травень 2005)
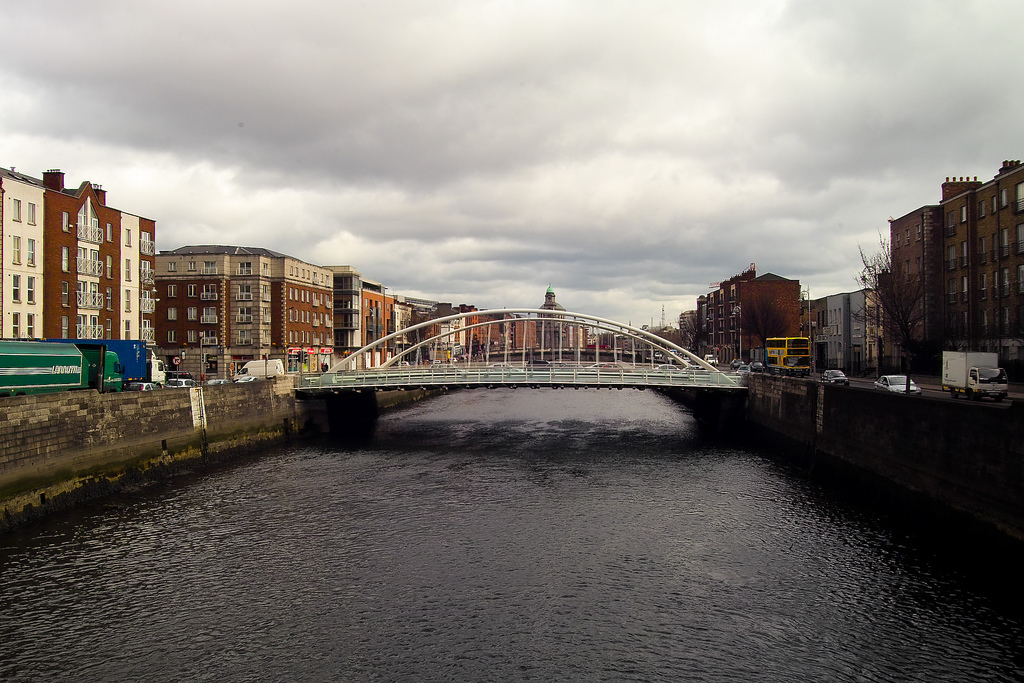
Вигляд мосту (квітень 2006)